# Св. св. Петър и Павел (Санкт Петербург)
Вижте пояснителната страница за други значения на Свети апостоли Петър и Павел.
„Св. св. Петър и Павел“ (на руски: Петропавловский собор, Собор во имя первоверховных апостолов Петра и Павла) е православна църква в стил холандски барок, намираща се в Петропавловската крепост в Санкт Петербург, Русия.
Църквата е строена през периода 1712 – 1733 година на мястото на едноименна дървена църква от 1704 година. Неин архитект е швейцарецът Доменико Трезини. Тържествено е осветена на 11 юни 1733 г. До освещаването на „Свети Исаакий Далматски“ в 1858 година „Св. св. Петър и Павел“ е катедрален храм на Санкт Петербург.
Камбанарията на събора достига височина 122,5 м, завършваща с позлатен връх и фигура на летящ ангел. Построена е като базилика в стил барок. Разположението на църквата я прави най-високата сграда в Санкт Петербург, виждаща се от почти всяка точка, както и негов символ.
Позлатеният иконостас на църквата е изпълнен през периода 1722 – 1726 г. в Москва. Иконописите и стенописите са дело на руски и италиански художници.

## История на църквата
В почти 3-вековното си съществуване Петропавловският събор претърпява възход и катаклизми.
- 1756 г. – повреден е от пожар и е отново възстановен през 1757 г.;
- 1829 г. – направен е ремонт на повредената фигура на ангела на върха на камбанарията;
- 1857 – 1858 г. – дървената част на камбанарията е заменена с метална;
- 1864 – 1966 г. – дървените царски врати на църквата са заменени с бронзови;
- 1875 – 1877 г. – заменени са с нови полилеите на църквата;
- 1905 г. – монтирани са нови камбани;
- 1919 г. – църквата е затворена от комунистическата власт;
- 1924 г. – църквата е преобразувана в музей, а голяма част от ценните предмети са предадени на други музеи;
- 1941 – 1945 г. – църквата е силно повредена през Втората световна война;
- 1952 г. – възстановена е фасадата на Петропавловския събор и сградата е предадена към Историческия музей на Ленинград;
- 1956 – 1957 г. – възстановен е интериорът на църквата;
- 90-те години – провеждат се панихиди за душите на руските императори;
- 2000 г. – започват да се провеждат богослужения.

## Църквата като гробница
Величайши погребения в църквата започват още по време на нейния строеж, когато през 1715 г. в криптата ѝ са положени тленните останки на 2-годишната дъщеря на Петър I. През същата година под камбанарията е погребана съпругата на престолонаследника Алексей Петрович, а през 1718 г. и самият княз.
На 29 май 1731 г. в цъквата са поставени тленните останки на Петър I. Общо в църквата са извършени 41 височайши погребения. През 1865 г. всички саркофази са заменени с еднотипни, от бял мрамор, украсени с позлатени бронзови кръстове, като имепраторските саркофази са украсени с двуглави орли. Изключение правят зеленият саркофаг на Александър II и розовият саркофаг на съпругата му, направени през 1887 и 1906 г.